# فریباماهیان
فریباماهیان (Balistidae) خانواده‌ای از ماهیان هستند.
این خانواده را در فارسی خرماهیان، ماشه‌ماهیان، خانوادهٔ خار و خانوادهٔ گرگوم هم می‌نامند.
مشخصات مورفولوژِی
فرم و رنگ بدن: بدن چهار گوش و در مقطع فشرده رنگ بدن در بالا قهوه‌ای متمایل به زرد و در پایین سفید است. در روی سر دارای ۴ نوار آبی که ۳ نوار آن ضخیم و نوار آخری نازک است که این نوارها تا نزدیک شکم و باله سینه‌ای امتداد یافته‌اند. یک نوار قهوه‌ای از پوزه تا امتداد باله سینه‌ای کشیده شده‌است و مخرج آن دارای یک خال سیاه و اطراف آن به رنگ نارنجی است.
باله‌ها: باله پشتی از دو قسمت تشکیل شده، قسمت اول آن دارای ۳ خار که اولین خار آن بلندتر است و دومین قسمت باله پشتی آن دارای ۲۷–۲۵ شعاع نرم است. باله مخرجی دارای یک خار بلند و ۲۲–۲۳ شعاع نرم و باله سینه‌ای دارای ۱۴ الی ۱۵ شعاع نرم است و فاقد باله شکمی و باله دمی آن گرد و بریده‌است.
فلس: بدن به وسیلهٔ فلسهای استخوانی سخت و کیلی شکل پوشیده شده‌است.
دندان :دهان کوچک و انتهایی و پوزه نوک دار و پیش فکیها به کاسه سر متصل شده‌است. هر فک دارای یک ردیف دندان که متشکل از هشت دندان نوک تیز جدا از هم و فک فوقانی دارای یک ردیف داخلی با شش دندان بیشتر است.
طول: طول کل آن در حدود 30 cm است.
سایر مشخصات: بر روی ساقه دمی دارای ۳ ردیف خار به رنگ سیاه است که ردیف وسطی از بالایی و پایینی بلندتر است. دهانه‌های آبششی محدود و به شکاف جانبی و جلوی باله سینه‌ای است.
مشخصات بیولوژی
مکان زندگی: در آب‌های ساحلی اطراف یا داخل جزایر مرجانی یا در میان جلباکهای دریایی زندگی می‌کنند. رفتار زندگی انفرادی داشته و تحرک کندی دارند.
تغذیه: از نظر تغذیه گوشتخوار است و از بی مهره گان، زئوپلانکتونها و سخت پوستان تغذیه می‌کنند.
پراکنش: دریای سرخ، خلیج فارس و دریای عمان و در دریاهای گرمسیری تا معتدله تقریباً سراسر دنیا انتشار دارند.
تولید مثل: جزء گروه ماهیان تخم‌گذار است.
ارزش اقتصادی: گوشت بعضی از آن‌ها خوراکی ولی غالباً سمی است بیشتر جزء ماهیان تزیینی آب شور محسوب می‌شوند.
روش صید: ترال کف.